# San Isidro (Manabí)
San Isidro ist eine Ortschaft und eine Parroquia rural („ländliches Kirchspiel“) im Kanton Sucre der ecuadorianischen Provinz Manabí. Die Parroquia besitzt eine Fläche von 216,4 km². Die Einwohnerzahl lag im Jahr 2010 bei 10.987. Die Parroquia wurde am 15. Mai 1928 gegründet. Seit der Ausgliederung des Kantons San Vicente im Jahr 1999 ist das Verwaltungsgebiet getrennt vom restlichen Kantonsgebiet von Sucre.

## Lage
Die Parroquia San Isidro liegt im Hinterland der Pazifikküste. Der Río Jama durchquert das Gebiet in nordwestlicher Richtung. Dessen linker Nebenfluss Río Mariano begrenzt die Parroquia im Südwesten. Der Hauptort San Isidro liegt auf einer Höhe von 138 m, 38 km nordöstlich vom Kantonshauptort Bahía de Caráquez.
Die Parroquia San Isidro grenzt im Nordwesten an die Parroquia Jama (identisch mit dem Kanton Jama), im Nordosten an die Parroquia Convento, im Osten an die Parroquia Eloy Alfaro und im äußersten Süden an die Parroquia Boyacá (alle drei im Kanton Chone) sowie im Südwesten und im Westen an die Parroquias San Vicente und San Andrés de Canoa (beide im Kanton San Vicente).